# Liste von Konjunktionen im Deutschen
Diese Seite führt die in der deutschen Sprache verwendeten Konjunktionen in alphabetischer Reihenfolge auf – unabhängig davon, ob es sich um nebenordnende oder um unterordnende Konjunktionen handelt. Die Liste erhebt keinen Anspruch auf Vollständigkeit.

## A
- aber
- allein, veraltet
- als
- als dass
- als ob, als wenn
- ansonst, ansonsten
- anstatt dass, statt dass
- ausgenommen
- außer
- außer wenn

## B
- bevor
- beziehungsweise
- bis

## D
- da
- damit
- dass
- denn
- desto
- doch

## E
- ehe, eh
- entweder – oder
- einerseits – andererseits[1]

## F
- falls

## G
- gleichwie
- gleichwohl

## H
- hingegen

## I
- im Falle
- indem
- indessen, indes
- insofern, sofern
- insoweit, soweit

## J
- je
  - je – desto
  - je – je
  - je – umso
- jedennoch
- jedoch[2]

## M
- maßen, veraltet
- minus

## N
- nachdem

## O
- ob
- obgleich
- obschon
- obwohl
- obzwar
- oder
- ohne dass

## P
- plus

## R
- respektive

## S
- seit
- seitdem
- sintemal(en), veraltet
- so
- sobald
- sodass, so dass
- sofern
- solang(e)
- sondern
- sooft
- sosehr
- soweit
- sowenig
- sowie
- sowohl – als auch
- sowohl – wie auch
- statt (mit Infinitiv)

## T
- trotzdem (als umgangssprachliche Variante von obwohl)

## U
- um (mit Infinitiv)[3]
- umso
- umso – desto
- und
- ungeachtet[4]

## W
- während
- währenddem
- währenddessen
- weder – noch
- weil
- wenn
- wenn nicht
- wenngleich
- wennschon
- wie
- wieweit
- wiewohl
- wo
- wobei
- wofern
- wohingegen

## Z
- zumal